# Peyrolles, Gard
Peyrolles är en kommun i departementet Gard i regionen Occitanien i södra Frankrike. Kommunen ligger i kantonen Saint-André-de-Valborgne som tillhör arrondissementet Le Vigan. År 2022 hade Peyrolles 31 invånare.

## Befolkningsutveckling
Antalet invånare i kommunen Peyrolles
Referens:INSEE